# Піщанська ікона Божої Матері

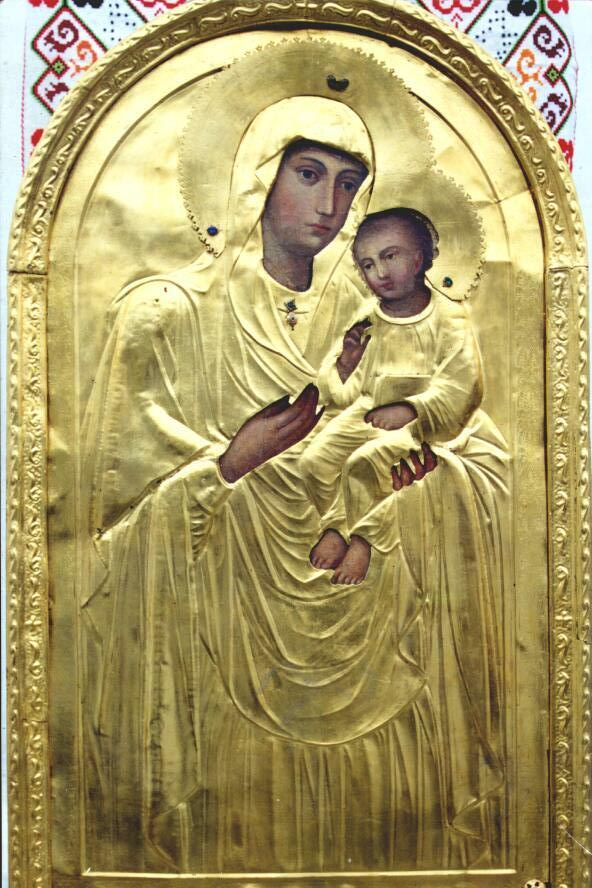
Озерянська ікона Божої Матері

Піща́нська іко́на Бо́жої Ма́тері — чудотворна ікона Богородиці, що явилась в 1754 році в селі Піски Харківської губернії святителю Іоасафу єпископу Бєлгородському.

## Явлення й історія ікони
Історія прославлення цієї ікони пов'язана з життям святителя Іоасафа Бєлгородського.
У 1754 році святитель Іоасаф, об'їжджаючи свою єпархію, до складу якої входила і нинішня Харківська, прибув в Ізюм. Перша церква, яку він відвідав, була Вознесенська в передмісті міста, що звалось «3амостя».
Зустрінутий духовенством і увійшовши в притвор, святитель з подивом зупинився і почав вдивлятися у велику ікону Богоматері, що стояла в кутку притвору і слугувала перегородкою, за яку зсипали вугілля для кадила. Довго з розчуленням дивився він на святу ікону, потім, перехрестившись, упав перед нею на коліна і голосно промовив:«Царице Небесна! Прости недбалість Твоїх служителів, не бо не розуміють, що вони роблять». Потім, зробивши благочинному зауваження за таке недбале ставлення до святині, сказав: «Чому цей образ не поставлений на найкращому місці? У цьому образі рясніє особлива благодать Божа: в ньому Пресвята Владичиця являє особливе знамення Свого заступництва для цього села і цілої країни», — і тут же наказав поставити цю ікону в більш пристойному місці. Благочинний на виправдання зауважив, що в церкві багато ікон від старого іконостасу, яким немає місця. Тоді святитель, швидко увійшовши в середину церкви, подивився на всі боки, і, звернувши увагу на великий кіот позаду лівого крилосу, заставлений невеликими іконами зі старого іконостаса, сказав: «Ось найпристойніше місце для ікони Божої Матері. Поставити її на місце цих вже постарілих ікон і щоб вона завжди стояла в цьому кіоті». З тих пір ікона завжди стояла на цьому місці і навіть після перенесення церкви на Піски. Після спорудження в 1826 р. нової кам'яної церкви, внаслідок зміни плану, ікону розмістили в кіоті по ліву сторону іконостасу.

Святитель Іоасаф прожив в Ізюмі більше трьох днів, щодня вранці і ввечері він приходив в Вознесенську церкву і молився перед Образом Божої Матері, тоді ж перенесеним і поставленим на місці, вказаному святителем. 

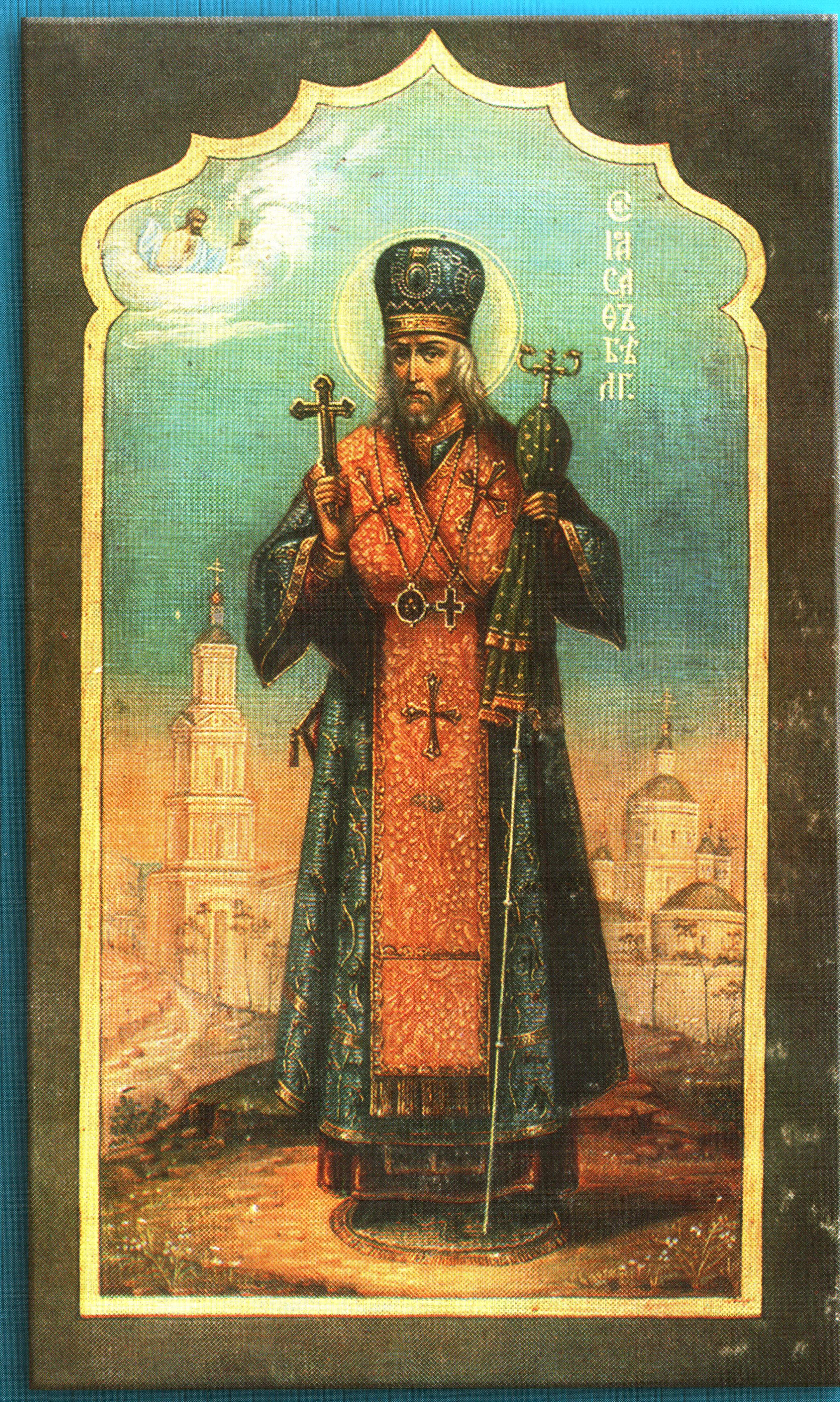
Святитель Іоасаф єпископ Бєлгородський

Звістка про увагу, звернуту святителем до ікони, про його молитву перед нею, поширилася між жителями і багато хто став приходити до неї, як до ікони, що має особливу благодать. В цей час почали ширитись чутки, що святитель перед виїздом з Бєлгорода бачив сон: нібито він оглядав церкви і в одній з них, у притворі побачив на купі сміття ікону Богоматері зі світлим сяйвом, що линули від неї, причому невідомий голос вказував на цю ікону, як на джерело благодаті для країни. Сон цей справив таке враження на святителя, що він під час поїздки по єпархії уважно оглядав кожну церкву, начебто очікував знайти схожість з тим, що бачив уві сні. Прибувши до Ізюму, він був вражений схожістю Вознесенської церкви, з тією, що він бачив уві сні. І тому, глянувши на ікону Божої Матері, що стоїть у притворі, він зрозумів, що сон його відносився до цієї церкви і до цієї ікони.
І, дійсно, після цього багато людей стало звертатися з молитвою до Божої Матері і отримували прохане. Внаслідок цього звістка про церкву, в якій зберігається чудотворний образ Божої Матері поширилася далеко за межі Ізюму, і численні юрби, що бажали вклонитися іконі, почали стікатися до цієї церкви.

## Чудотворна допомога від ікони
З перенесенням Вознесенської церкви в 1792 році з Замостянської вулиці на Піски була перенесена і ікона, що привертала все більше шанування і благоговіння, як парафіян, так і навколишніх жителів.
Збереглися свідчення про чудеса. Близько 1800 року в Ізюмі жив учитель місцевого училища Стефан Гелевський, у якого вмирали діти, захворів і останній син Петро. Незважаючи на сильну скорботу, батьки не втрачали надії на милість Божу і, вірячи в благодатну силу образу Божої Матері на Пісках, дали обіцянку відслужити молебень перед цим образом, для чого і відправилися в Піски. По дорозі їх син помер. Мати хотіла повернутися назад, але батько наполіг на тому, щоб виконати дану обіцянку. Після приїзду на Піски, не кажучи нікому про смерть дитини, проливаючи сльози, вони просили священика відслужити молебень перед іконою Божої Матері. Під час молебню батьки зі сльозами благали Заступницю християн бути їх Утішницею. І віра їх не посоромилась. Під час читання втретє кондака «О Всепетая Мати …» дитя, до тих пір бездиханне, раптом скрикнуло так сильно, що привело в жах всіх присутніх, батько ж і мати зомліли. Прийшовши до тями, вони розповіли, як їх син помер у дорозі, але перед іконою ожив за клопотанням і молитвами Цариці Небесної. Відслухати літургію і причастивши немовля, батьки з радістю повернулися додому, славлячи Бога і Його Пречисту Матір за надану їм милість. Дитина скоро поправилася, коли хлопець виріз, служив потім в Петербурзі і помер в літньому віці в чині полковника.
Чутка про цей випадок швидко поширилась і почала залучати на Піски натовпи прочан і особливо мешканців Ізюма. Церква та огорожі були переповнені прочанами, так що священик не встигав служити молебні. У цей час в Ізюмі був благочинним і головним членом Духовного Правління соборний протоієрей Іоасаф Погорлевський, який після донесення Ізюмського духовенства про те, що Ізюмські жителі-парафіяни виключно служать молебні на Пісках перед прославленою іконою Божої Матері, або ж в силу інших яких-небудь причин, заборонив Піщанському причту служити перед образом молебні стороннім прочанам. Але незабаром після заборони протоієрей Погорлевський захворів: тіло судомило і внаслідок цього корчились всі член, з сильним болем у всьому тілі, що підсилювався при найменшому русі. Тяжко страждаючи, хворий прийшов до розуміння, що хвороба ця є покаранням Божим за зроблене розпорядження про припинення прославлення Піщанської ікони Божої Матері. Усвідомлюючи свою провину, він вирішив звернутися до цілительки усіх хвороб, і велів нести себе до чудотворного образу Божої Матері на Піски, так як везти його не можна було внаслідок сильного болю від струсів. Принесений на Піски на простирадлах і покладений перед іконою, він під час молебного співу гаряче молився Пресвятій Богородиці, прохаючи про помилування і зцілення від своєї хвороби. Як тільки закінчився молебень, і хворий приклався до образу, одразу він відчув полегшення настільки, що сам без сторонньої допомоги вийшов з церкви, тоді як до церкви був внесений на простирадлах. Через кілька днів Погорлевський був абсолютно здоровий. Після цього він не забороняв служіння молебнів перед образом всім прочанам, завжди благоговіючи перед ним, і всім радив звертатися до нього, як до видимого джерела благодаті.
У 1830 р. у м. Ізюмі розповсюдилась холера, і в такій біді Піщанська ікона Божої Матері стала справжньою розрадою для всіх мешканців Ізюму і його околиць. Уражені холерою, жителі вдавалися до допомоги Цариці Небесної, підняли її чудотворну ікону, урочисто принесли до Ізюму і на площі відслужили молебень, потім обійшли з іконою всі будинки ізюмських жителів, окропили їх св. водою, підносячи гарячі молитви Цариці Небесній про припинення лютої хвороби. Слідом за тим холера раптово припинилася, так що всі жителі вважали таке швидке припинення епідемії чудесним знаменням від Піщанської чудотворної ікони Божої Матері.
У цю ж епідемію жителі приміських сіл: Замостя, Гончарівки, Пісок, Поповки, Гнідовки звернулися по допомогу до милосердя Божого: підняли чудотворну ікону Божої Матері, з хресним ходом обійшли всі вищезазначені місця не тільки по вулицях, а й по домівках, і небезпека минула: в тих місцевостях ніхто не помер від холери. Шанування в країні Піщанської ікони було настільки велике, що в 1861 році по дорозі зі Святих Гір до Петербурга імператор Олександр II і його дружина відвідали Вознесенську церкву і поклонилися образу.

## Хресні ходи
У 1883 р. внаслідок прохання мешканців м. Ізюму Св. Синодом, встановлено щорічно напередодні 15 травня на згадку Св. Коронування Государя Імператора Олександра III та Государині Імператриці Марії Федорівни, здійснювати хресний хід з Піщанським образом з села Пісок в м. Ізюм, де ікона залишалася 8 днів, а потім 22 травня переносилася назад хресним ходом на Піски. Зі сходженням на престол Миколи II і встановленням святкування Св. Коронування 14 травня, хресний хід став відбуватися 13 травня, а назад 22-го травня.
У 1892 році указом Св. Синоду від 7 березня № 1034 дозволено причту Вознесенської церкви сел. Пісок «відвідувати з розташованою в тій церкві чудотворною іконою Божої Матері чужі парафії Ізюмського повіту, за бажанням їх мешканців, для служіння перед цією іконою молебнів».
Своєрідним вінцем був харківський хресний хід з Піщанської іконою Божої Матері з 3 по 12 червня 1913 р. Близько 10 тисяч людей проводжало ікону після богослужіння 3 червня в Вознесенському храмі з села Піски в Ізюм. Звідти поїздом, прикрашеним квітами, її доставили до Харкова, де на привокзальній площі чекало духовенство, міська влада і народ. Незважаючи на сильний дощ, вулиці були заповнені людьми. Військовий оркестр заграв «Коль славен». Під дзвін і церковні піснеспіви паломників процесія пройшла до кафедрального Успенського собору. Тут було звершено молебень, відбулося всенощне бдіння, і образ урочисто перенесли в Покровський монастир.
На наступний день після пізньої літургії хресний хід рушив на Бєлгород, куди прибув 7 червня. Єпископ Никодим зустрів його під Червоної слободою. Владика виголосив тепле слово про клопотання і заступання Богоматері, що почалося із весілля в Кані, я яке триває в довготі двох тисяч років донині і обіцяне до кінця віку. Схиляючись перед іконою, він прочитав акафіст Владичице, і всі вирушили до Троїцького собору. Під проливними дощами по розмитих дорогах віруючі супроводжували святиню до самого Харкова всі 75 верст. У ці хвилини отець Арсеній повідав про колишнього щойно зцілення невиліковного хворого.
Харківські паломники передали архієпископу Стефану в благословення Бєлгородської Троїцької обителі копію образу Піщанської Божої Матері. 9 червня так само велелюдно відбулися проводи ікони, а 12 червня грандіозний хресний хід закінчився. Ікона поверталася в Піски.

## Піщанська ікона в роки I Світової війни
Святитель Іоасаф Бєлгородський в 1914 р. з'явився в видіннях одночасно одному благочестивому старцеві, що жив в с. Пісках, і полковнику О., який перебував тоді на фронті. За два роки до першої світової війни уві сні полковнику з'явився Святитель Іоасаф Бєлгородський, який вивів його на високу гору і показав всю країну, залиту кров'ю. «Покайтеся … Поки цього немає, але так буде», — попередив Святитель. Чим більше розповідав полковник про віщий сон, тим більше сміялися над ним і приймали за божевільного. Зрештою, запроторили до божевільні. Вибухнула війна. Полковник, військовий лікар, опинився на фронті. Бачачи моря крові, він став несамовито молитися, прохаючи про помилування у Бога. Під час молитви в його кімнаті з'явився Святитель Іоасаф. «Пізно, — сказав Святитель, — тепер тільки одна Мати Божа може врятувати країну. Володимирський образ Цариці Небесної, яким благословила мене на чернецтво мати моя і який нині перебуває над моєю ракою в Бєлгороді, також і Піщанський образ Божої Матері, що в селі Пісках, біля м. Ізюму, набутий мною при перебуванні моєму єпископом Бєлгородським, потрібно негайно доставити на фронт, і поки вони там будуть перебувати, до тих пір милість Господня не залишить країни. Матері Божої завгодно пройти по лініях фронту і покрити його Своїм омофором від нападів ворожих … В іконах цих джерело благодаті, і тоді змилується Господь по молитвам Матері Своїй». Таке ж бачення було і одному благочестивому старому жителю Пісок. Полковник дістався до столиці, ризикуючи знову опинитися в божевільні, знайшов Братство Святителя Іоасафа Бєлгородського і розповів їм усе. Діяльні члени братства протоієрей А. І. Маляревський і князь М. Д. Жевахов повірили його схвильованій розповіді. Домігшись особистого розпорядження государині Олександри Федорівна, князь Жевахов відвіз ікони в ставку. Багатолюдні хресні ходи супроводжували шлях поїзда з Харкова. І зовсім по-іншому були зустрінуті ікони в Могильові: хресного ходу не було, Государю про прибуття проїзду з Харкова не доповідали, а князю було заявлено, що у ставці ніколи займатися дурницями. Проте, коротка зустріч князя Жевахова з Государем відбулася, після чого ікони були залишені у ставці на кілька місяців до кінця 1915 р., але хресного ходу з ними по лініях фронту не відбулося. Князь Жевахов згодом писав, що під час перебування ікон у ставці поразок на фронті не було, а навпаки, війська здобували одні перемоги. У грудні ікони відвезли — хресний хід так і не відбувся. З першою хвилею російського розсіяння чудотворний образ був переправлений за кордон і незабаром зник.